# Блајалф
Блајалф (њем. Bleialf) општина је у њемачкој савезној држави Рајна-Палатинат. Једно је од 235 општинских средишта округа Ајфелкрајс Битбург-Прим. Према процјени из 2010. у општини је живјело 1.164 становника. Посједује регионалну шифру (AGS) 7232206.

## Географски и демографски подаци
Блајалф се налази у савезној држави Рајна-Палатинат у округу Ајфелкрајс Битбург-Прим. Општина се налази на надморској висини од 485 метара. Површина општине износи 7,6 km².

## Становништво
У самом мјесту је, према процјени из 2010. године, живјело 1.164 становника. Просјечна густина становништва износи 154 становника/km².